# 高知県立歴史民俗資料館
高知県立歴史民俗資料館（こうちけんりつれきしみんぞくしりょうかん、英：Kochi Prefectural Museum of History）は、高知県南国市にある博物館。
高知県の歴史・考古・民俗に関する資料等の調査研究、収集保存および展示を行う機関である。

## 概要
1991年（平成3年）に開館。高知県初の歴史を中心とする資料館として設立された。
以前は、高知市にあった高知県立郷土文化会館（現在の高知県立文学館）が歴史博物館の役割を果たしていたが、手狭との理由から1978年（昭和53年）に高知県文化行政推進協議会の提言により、本資料館が設立された。
資料館の所在地は四国の戦国大名、長宗我部氏の居城であった岡豊城の跡地にあり、周辺は県指定の歴史公園となっている。岡豊山歴史公園と呼ばれるその公園には高知県津野町から移築した旧味元家住宅主屋という山村民家の主屋がある。常設展としては2階の長宗我部展示室で戦国時代関係の資料が展示されている。その他として、多目的ホールやAVコーナー等の施設も設置されている。
2004年（平成16年）に「公開承認施設」の承認を文化庁から受け、国宝や重要文化財を展示する企画展の開催が容易となる。
2006年（平成18年）には「公の施設の指定管理者制度」を導入し、資料撮影や写真利用を有料化して月曜休館を廃止するなど、収益確保によるコストダウンとサービス向上を図る。
2010年（平成22年）から、長宗我部元親をテーマとした『長宗我部フェス』など、各種イベントを開催して集客力の向上を図る。同年にはNHKの大河ドラマ『龍馬伝』の全国巡回展の会場の1つに選定され、特別展の会場として使われていた3階総合展示室を撤去し、常設展示も大幅に変更するなど、大規模なリニューアルが図られるが、巡回展により入館者が1ヶ月強で3万5千人の最高記録を記録した。
2015年（平成27年）5月には『長宗我部元親飛翔之像』が建立された。
指定管理者は高知県より指定を受けた公益財団法人高知県文化財団。同財団は、高知県立坂本龍馬記念館、高知県立美術館等の管理運営も行っている。

## 主な所蔵品
- 絹本著色長宗我部元親像（秦神社所有、国の重要文化財）
- 銅剣（兎田八幡宮所有、国の重要文化財）

なお、もと当館に保管されていた「古今和歌集巻第廿（高野切本）」（国宝）、備前兼光作の太刀（国の重要文化財）などの山内家資料は高知県立高知城歴史博物館に移管された。 

## 施設情報
- 所在地 - 高知県南国市岡豊町八幡1099番地1
- 休館日 - 年末年始 12月27日～1月1日
- 開館時間 - 9:00～17:00

## 交通アクセス
- はりまや橋、高知駅よりとさでん交通南国オフィスパーク行き・領石行きバスで「学校分岐」下車。徒歩約15分。